# Heteromorpheae
Heteromorpheae es una tribu de plantas con flores perteneciente a la familia Apiaceae.

## Géneros
Según NCBI
- Andriana
- Anginon
- Dracosciadium
- Glia
- Heteromorpha
- Polemannia
- Pseudocarum

Según GRIN
- Andriana B.-E. van Wyk
- Anginon Raf.
- Anisopoda Baker
- Cannaboides B.-E. van Wyk
- Dracosciadium Hilliard & B. L.
- Heteromorpha Cham. & Schltdl.
- Oreofraga M. F. Watson & E. L. Barclay,
- Polemannia Eckl. & Zeyh.
- Pseudocannaboides B.-E. van Wyk
- Pseudocarum C. Norman
- Rhyticarpus Sond. = Anginon Raf.
- Tana B.-E. van Wyk
- Tenoria Spreng. = Heteromorpha Cham. & Schltdl.